# دار الشرف (جبلة)

تعديل مصدري - تعديل

دار الشرف محلة تابعة لقرية المنزل، التابعة لعزلة الشراعي بمديرية جبلة إحدى مديريات محافظة إب في الجمهورية اليمنية، بلغ تعداد سكانها 180 حسب تعداد اليمن لعام 2004.